# Hólyaghúzófélék
A hólyaghúzófélék (Meloidae) a rovarok (Insecta) osztályában a bogarak (Coleoptera) rendjébe, azon belül a mindenevő bogarak (Polyphaga) alrendjébe tartozó család.

## Elterjedésük
A melegebb vidékeket kedvelik. Európában száraz erdőkben, sztyeppéken élnek.

## Megjelenésük, felépítésük
Testhosszuk 5–45 mm, a legtöbb faj 10 mm-t ér el. A legnagyobb fajok az Epicauta nembe tartoznak. Vannak gömbölyű, és hosszúkás fajok is. Fejük nagy, lefelé hajló. A Meloë-fajok, így a közönséges nünüke is visszafejlődött hátsó szárnyaik és rövid szárnyfedőjük miatt nem tudnak repülni. A többi faj szárnyai azonban működőképesek. A nektárral táplálkozó fajok állkapcsa meghosszabbodott, de nem képez ormányt. Mellső és középső lábukon öt, hátsó lábukon négy íz alkotja a lábfejet. Csápjuk fonalszerű, hét-tizenegy ízből áll.
A nünüke (közönséges nünüke, Meloë proscarabeus) színe kékesfekete. A hím kisebb termetű, mint a nőstény. Főleg tavaszi és nyáreleji napokon találkozhatunk vele, ugyanis ebben az időben párzik.

## Életmódjuk, élőhelyük
A nőstény rendszerint virágzó növény tövébe, porhanyós talajba nyomva tojócsövét kb. 100 petét rak. A peték száma összesen 2000–100 000, mert nagy a veszteség. Ezzel feladatát végrehajtva, elpusztul. 3-4 hét múlva kikelnek a lárvák, s a növény szárán felmásznak a virágra. Minden lábukon három fogókarom van. (Ezért nevezik őket triungulinusnak.)
A Meloe és a Sitaris fajok lárvája nem táplálkozni akar a virágon, hanem a nektárt gyűjtő vadméhekre várakozik. Ráakaszkodva egyre beviteti magát a méhek fészkébe. Itt leugrik, beveti magát egy lépsejtbe. Amikor a sejt bezárul, a lárva (triungulinus, campodeid) megeszi a méh petéjét. A pete felfalása után levedli bőrét, és újabb vaskos lárvaformát öltve él a sejtben (caraboid), és mézzel táplálkozik. Ebben az állapotban lehet még egy vedlése, majd egy másik lárvaalakban folytatja a méz fogyasztását (scaraboid). Bizonyos idő után kezdetlegesen bebábozódik télire a fészeküreg alján (pszeudonimfa). Erős, élénk lárvaként ébred (harmadlagos lárva), és elfogyasztja a maradék mézet, majd négy-öt hét múlva otthagyja a méheket. Beássa magát a talajba, és most már valódi bábbá alakulva telel át. A májusi napfényben kifejlődött, ivarérett nünüke kel ki. Ha a kicsi triungulinus lárva a virágkehelyben nem egy vadméhbe, hanem más rovarba kapaszkodik, menthetetlenül elpusztul. Ebben a szakaszban akár több hetet is kibír táplálék nélkül.
Vannak más módszereik is, hogy a magányos méhek fészkébe jussanak, például a mimikri. Összekapaszkodva egy nőstény méhet formáznak, így csalogatják magukhoz a hím méheket. Ha leszáll egy, akkor rámásznak. Amikor az egy nősténnyel párzik, átmásznak a nőstényre, és a fészekbe vitetik magukat.
Egyes fajok nem méheken, hanem egyenesszárnyúakon élősködnek. A Lytta fajok triungulinusai aktívan keresik a földiméhek fészkeit, a Mylabris és az Epicauta fajok az egyenesszárnyúak fészkét.
Mivel a méheken élősködő fajok megélnek csak a mézen és a virágporon, ezért csak fakultatív élősködőnek tartják őket.
A háromkarmosok néha házi méhbe kapaszkodnak, de a kaptárban elpusztulnak. A pompás nünüke háromkarmosai a méh vérét szívják. A közönséges nünüke lárvái mézet esznek a kaptárban. Jelenleg méhészeti szempontból nincs jelentőségük. Az elhullott méhek összesöprése a kaptár előtt segít elejét venni annak, hogy más méhre kapaszkodjanak rá. A kaptárban naftalinnal vagy télizöld-olajjal lehet a nünükelárvákat elkábítani.

## Mérgük
Egyik ragadozójuk a tüskésszárnyú lúd, ami a nünükék mérgét, a cantharidint védekezésre használja.  Szervezete a szövetekben feldúsítja a mérget, ezzel a kevés mérgező madár egyikévé válik. Ez az elfogyasztott nünükék mennyiségétől függően az emberre is veszélyes lehet. A légykapó, a túzok, a kis őrgébics, a tyúk, a pulyka, a békák és a sün érzéketlenek a méregre.
A cantharidin hólyagokat hoz létre a bőrön, innen ered a hólyaghúzó név. A  Mylabris és a Lytta fajokból nyerik, különösen a kőrisbogárból (Lytta vesicatoria), ugyanis ez a faj adja a legirritálóbb mérget. Szárított bogarakat őröltek porrá a népi gyógyászathoz. 
A mérget afrodiziákumként (szerelmi bájital) is használják.
Első alkalmazója Hippokratész volt, és vizelethajtónak, valamint gennyes daganatokra használta.
Az ókori görögök bélbetegségeket gyógyítottak vele, bár már nagyon kicsi adagja is mérgező. Szemölcsök eltávolítására is szolgált. Galénosz és Aetius már mindenre alkalmazható szernek tekintette.
A homeopátia cantharis vesicatoria néven használja, ugyanazokra a betegségekre, mint a házi méhet. Egyes országokban, mint az Amerikai Egyesült Államokban betiltották ezt a használatot. Ma hólyaghúzó kenőcsökben, külsőleg használt szerekben jelenik meg.
Az  Epicauta nem sok faja mérgező a lovak számára. Egy kazal lucernába jutott néhány bogár már elég ahhoz, hogy megöljön egy lovat. Az Amerikai Egyesült Államok nyugati félszáraz területein a betakarítás modern módszerei is hozzájárulnak a méreg jelenlétéhez. A szénaszárítás modern módszerei esetén a szétnyomódott bogarakból is méreg juthat a kazalba. Ennek veszélye csökkenthető, ha virágzás előtt vagy virágzás után végzik a betakarítást. A szárító nélküli berendezés lehetővé teszi a bogaraknak, hogy távozzanak a bálázás előtt.
A kacsa, a kutya, a macska, és a szarvasmarha is érzékenyek a méregre.

## Rendszertan
A nünükéket négy alcsaládba osztják, amiken belül számos további csoportot különböztetnek meg:
- Eleticinae
  - Derideini
  - Eleticini
  - Morphozonitini
  - Spasticini
- Meloinae
  - Cerocomini
    - Kis torzcsápúbogár (Cerocoma schaefferi)
    - Nagy torzcsápúbogár (Cerocoma schreberi)

  - Epicautini
    - Epicauta pennsylvanica
    - Hollóbogár (Epicauta rufidorsum)

  - Eupomphini
  - Lyttini,[5]
    - Kőrisbogár (Lytta vesicatoria)
    - Piroscsíkos olajosbogár (Berberomeloe majalis)[6]
    - Physomeloe corallifer

  - Meloini
    - Közönséges nünüke (Meloe proscarabaeus)
    - Kék nünüke (Meloe violaceus)
    - Pompás nünüke (Meloe variegatus)
    - Meloe coriarius
    - Meloe franciscanus

  - Mylabrini
    - Négypettyes hólyaghúzó (Mylabris quadripunctata)
    - Pannon hólyaghúzó (Mylabris pannonica)
    - Szalagos hólyaghúzó (Mylabris variabilis)

  - Pyrotini
- Nemognathinae
  - Horiini
  - Nemognathini
  - Sitarini
    - Kétfoltos élősdibogár (Apalus bimaculatus)
    - Pirosvállú méhbogár (Sitaris muralis)
- Tetraonycinae
  - Tetraonycini

## Fordítás
- Ez a szócikk részben vagy egészben  az   Oljebiller című norvég Wikipédia-szócikk fordításán alapul.  Az eredeti cikk szerkesztőit annak laptörténete sorolja fel. Ez a jelzés csupán a megfogalmazás eredetét és a szerzői jogokat jelzi, nem szolgál a cikkben szereplő információk forrásmegjelöléseként.
- Ez a szócikk részben vagy egészben  az   Ölkäfer című német Wikipédia-szócikk fordításán alapul.  Az eredeti cikk szerkesztőit annak laptörténete sorolja fel. Ez a jelzés csupán a megfogalmazás eredetét és a szerzői jogokat jelzi, nem szolgál a cikkben szereplő információk forrásmegjelöléseként.
- Ez a szócikk részben vagy egészben  a   Blister beetle című angol Wikipédia-szócikk fordításán alapul.  Az eredeti cikk szerkesztőit annak laptörténete sorolja fel. Ez a jelzés csupán a megfogalmazás eredetét és a szerzői jogokat jelzi, nem szolgál a cikkben szereplő információk forrásmegjelöléseként.